# 3770 Nizami
3770 Nizami је астероид главног астероидног појаса чија средња удаљеност од Сунца износи 2,193 астрономских јединица (АЈ).
Апсолутна магнитуда астероида је 14,5.